# إيغور فوري
إيغور فوري (بالكرواتية: Igor Vori) مواليد 20 سبتمبر 1980 في زغرب، جمهورية يوغوسلافيا الاشتراكية الاتحادية، هو لاعب كرة يد كرواتي. مثل منتخب كرواتيا لكرة اليد. شارك في دورة الألعاب الأولمبية الصيفية سنة 2004.

## سجل المنافسة
شارك في البطولات التالية:
- بطولة العالم لكرة اليد للرجال 2015
- بطولة أوروبا لكرة اليد للرجال 2012
- بطولة أوروبا لكرة اليد للرجال 2014
- الألعاب الأولمبية الصيفية 2012

## الإنجازات
- الدوري الكرواتي لكرة اليد الفوز (8): 1997-98، 1998-99، 1999-00، 2000-01، 2003-04، 2004-05، 2007-08، 2008-09
- دوري أبطال أوروبا لكرة اليد النهائي 1997–98، دوري أبطال أوروبا لكرة اليد 1998–99
- الدوري الإسباني لكرة اليد الفوز 2005–06
- كأس ملك إسبانيا لكرة اليد الفوز (1)
- كأس السوبر الإسبانية لكرة اليد الفوز (1): 2006-07
- الدوري الألماني لكرة اليد الفوز (1)
- دوري أبطال أوروبا لكرة اليد الفوز 2012–13
- الدوري الفرنسي لكرة اليد الفوز (2)
- أفضل لاعب دفاعي في بطولة أوروبا لكرة اليد للرجال 2008

## روابط خارجية
- إيغور فوري على موقع الاتحاد الأوروبي لكرة اليد (الإنجليزية)
- إيغور فوري على موقع الاتحاد الفرنسي لكرة اليد (الفرنسية)
- إيغور فوري على موقع اللجنة الأولمبية الدولية (الإنجليزية)
- إيغور فوري على موقع أوليمبيديا (الإنجليزية)
- إيغور فوري على موقع اللجنة الأولمبية الكرواتية (مؤرشف) (الكرواتية)